# Кандін
Кандін (кит.: 康定市; тиб. དར་མདོ་གྲོང་ཁྱེར།) — місто-повіт у центральнокитайській провінції Сичуань, адміністративний центр Гарцзе-Тибетської автономної префектури.

## Географія
Кандін розташовується на сході гірського пасма Гендуаншань. Стоїть на річці Дадухе.

### Клімат
Місто знаходиться у зоні, котра характеризується континентальним субарктичним кліматом. Найтепліший місяць — липень із середньою температурою 10.8 °C (51.4 °F). Найхолодніший місяць — січень, із середньою температурою -6 °С (21.2 °F).
| Клімат Кандіна          | Клімат Кандіна | Клімат Кандіна | Клімат Кандіна | Клімат Кандіна | Клімат Кандіна | Клімат Кандіна | Клімат Кандіна | Клімат Кандіна | Клімат Кандіна | Клімат Кандіна | Клімат Кандіна | Клімат Кандіна | Клімат Кандіна |
| Показник                | Січ.           | Лют.           | Бер.           | Квіт.          | Трав.          | Черв.          | Лип.           | Серп.          | Вер.           | Жовт.          | Лист.          | Груд.          | Рік            |
| Середня температура, °C | −6             | −4,2           | −0,6           | 3,1            | 6,6            | 8,9            | 10,8           | 10,4           | 8              | 4,1            | −1,2           | −4,8           | 2,9            |
| Норма опадів, мм        | 3.8            | 8.2            | 19.2           | 40.7           | 89.7           | 164.1          | 145.1          | 118.6          | 125.6          | 53.4           | 11             | 3.9            | 783.3          |
| Днів з опадами          | 4              | 5,6            | 9,4            | 14,4           | 19,1           | 24,9           | 25,4           | 23,3           | 23             | 15,3           | 6,8            | 3,6            | 174,8          |
| Вологість повітря, %    | 44.3           | 43.3           | 44.2           | 49.5           | 54.7           | 64.7           | 69.3           | 68.3           | 67.9           | 62.7           | 54             | 49.4           | 56             |
| ----------------------- | -------------- | -------------- | -------------- | -------------- | -------------- | -------------- | -------------- | -------------- | -------------- | -------------- | -------------- | -------------- | -------------- |
| Джерело: Weatherbase    |                |                |                |                |                |                |                |                |                |                |                |                |                |